# ピカユーン駅
ピカユーン駅（英語：Picayune Station）はアメリカ合衆国ミシシッピ州ピカユーン ハイウェイ11・サウス200にある駅。 全米各地を結ぶ旅客鉄道のアムトラックが乗り入れている。

## 概要
当駅は車寄せや待合室を含む古典的な20世紀初期の旅客駅の様式で建てられた。当駅を建設するための費用、875,000ドルの80パーセントは連邦交通管理局からの助成金であり、残りの20パーセントは市の予算で賄われた。テープカットとグランドオープンは2008年10月16日に行われた。

## 利用可能な鉄道路線／列車
アムトラックの停車する列車は下記の通り。
ニューヨークとニューオーリンズ間の夜行長距離列車クレセント号…1日1往復停車